# Ефрат
Вижте пояснителната страница за други значения на Ефрат.
Ефрат (на старогръцки: Εὐφράτης; на турски: Fırat, Фърат; на арабски: الفرات, Ал-Фурат; на асирийски език ܦܪܬ Pǝrāt, на арменски: Եփրատ Ep’rat, на кюрдски: Firat) е река в Турция, Сирия и Ирак, най-голямата в Западна Азия, лява съставяща на Шат ал-Араб. Дължина 2700 km (с лявата съставяща я река Мурат 3065 km), площ на водосборния басейн 673 000 km².

## Етимология
Името вероятно произлиза от акадското purato (широк). От арамейски, буквално – сладка вода, на арабски Шат ал-Фурат

## Географска характеристика

### Извор, течение, устие
Река Ефрат се образува от сливането на двете реки Мурат (лява съставяща) и Карасу (дясна съставяща), на 821 m н.в. във вилаета Елязъг, в централната част на Турция. След изграждането на големия язовир Кебан двете реки се сливат в него. В горното си течение има предимно планински характер и тече основно в южно направление. Чрез дълбоко и тясно дефиле прорязва планината Арменски Тавър между хребетите ѝ Малатия на запад и Ергани на изток и на около 38° с.ш. излиза от планините и навлиза в платото Урфа (северозападната част на равнината Джазира). На около 30 km след турския град Биреджик напуска пределите на Турция и навлиза на територията на Сирия. Тук реката сменя посоката си на югоизток и в дълбока долина пресича пустинното плато на Сирия и северната част на Месопотамската низина (равнината Джазира). При град Сувайя напуска Сирия, навлиза в Ирак и след град Хит тече по плоската Месопотамска низина, изградена от алувиални наноси. Тук ширината ѝ се колебае от 150 до 500 m, а дълбочината достига 10 m. При град Ал Курна се съединява с идващата отляво река Тигър и двете заедно образуват река Шат ал-Араб, която се влива в Персийския залив на Арабско море.

### Притоци, хидроложки показатели
Основни притоци: леви – Мурат, Шейхан, Белих, Хабур; десни – Карасу, Куручай, Тахма, Кяхта, Гьоксу, Низип, Саджур. В горното си течение основното подхранване на Ефрат е снежно-дъждовно, а в долното – предимно дъждовно. Има ясно изразено пролетно пълноводие и лятно маловодие. По време на пълноводието нивото ѝ се повишава с 3 - 4 m. За защита от наводнения в пределите на Месопотамската низина са изградени няколко хидротехнически съоръжения и на голямо протежение коритото ѝ е заградено с високи водозащитни диги. Среден годишен отток при град Хит 840 m³/s, максимален 3000 – 4000 m³/s, минимален в края на лятото – 180 m³/s, годишен воден обем 26,4 km³. Към устието в резултат от разхода на вода за напояване, изпарение и попиване в пустинните пясъци средният годишен отток намалява до 300 – 400 m³/s. Ефрат е река, която носи със себе си много наноси (в средното течение до 13 – 15 млн. т), които към устието ѝ намаляват поради отлагането им по дъното и бреговете.

### Стопанско значение, градове
Междуречието на реките Тигър и Ефрат се явява един от древните центрове на цивилизации на земното кълбо. На нейния бряг е бил разположен древния град Вавилон. Водите на реката още от древността са се използвали широко за напояване. Ивицата от оазиси се простира по цялото и протежение от изхода ѝ от планините до устието ѝ. Само на територията на Ирак чрез иригационни канали се напояват над 1 млн. ха. Освен тях, около 560 хил. ха се напояват чрез помпени станции и други съоръжения. През 1979 г. в Турция е изградена преградната стена на язовира Кебен, с мощна ВЕЦ в нейната основа. В Сирия е изграден хидровъзелът Ал Асад с ВЕЦ с мощност около 800 хил. Квт, водно огледало с площ 730 km² и напоявани земи от 600 хил. ха. В Ирак са изградени редица по-малки хидротехнически възела за регулирането на оттока и за напояване на около 400 хил. ха. Река е Ефрат е плавателна за плитко газещи съдове до иракския град Хит. На нея са разположени градовете Биреджик в Турция, Ар-Ракка и Дейр ез-Зор в Сирия, Рамади, Фалуджа, Ал Куфа, Ес Самава и Насирия в Ирак. 